# Salvelinus youngeri
Salvelinus youngeri is een straalvinnige vissensoort uit de familie van de zalmen (Salmonidae). De wetenschappelijke naam van de soort is voor het eerst geldig gepubliceerd in 1956 door Friend.